# Clasificación del vidrio
Un código del vidrio es un método de clasificar vidrios para uso óptico, como la fabricación de lentes y prismas. Hay muchos tipos diferentes de vidrios con composiciones diferentes y propiedades ópticas específicas, y el código de un vidrio permite distinguirlo y clasificarlo.
Existen varias clasificaciones de vidrios diferentes en uso, muchas de ellas basadas en los sistemas del catálogo utilizados por fabricantes de vidrio como Pilkington y Schott Glass. Tienden a estar basados en su composición química. Así, por ejemplo, el BK7 es el código de un vidrio crown borosilicatado común de Schott.
El código de vidrio internacional está basado en el estándar militar de los EE. UU. "MIL-G-174", y es un número de seis dígitos que clasifica el vidrio según su índice de refracción nd para la línea de Fraunhofer d- (o D3-), y su número de Abbe Vd también medido en la misma línea.
El código del vidrio resultante es el valor de nd-1 redondeado a tres dígitos, seguidos por Vd redondeado a tres dígitos también, ignorando los puntos decimales. Por ejemplo, BK7 tiene nd = 1.5168 y Vd = 64.17, dando el código de seis dígitos 517642.
La tabla siguiente muestra algunos vidrios de ejemplo con su código. Las propiedades del vidrio pueden variar ligeramente entre los distintos tipos de cada fabricante.
| Vidrio             | nd     | Vd    | Código del vidrio | Código de fabricante | Código de fabricante | Código de fabricante | Código de fabricante |
| Vidrio             | nd     | Vd    | Código del vidrio | Schott               | Pilkington           | Hoya                 | Ohara                |
| ------------------ | ------ | ----- | ----------------- | -------------------- | -------------------- | -------------------- | -------------------- |
| Crown borosilicato | 1.5168 | 64.17 | 517642            | BK7                  | BSC517642            | BSC7                 | S-BSL7               |
| Crown de bario     | 1.5688 | 56.05 | 569561            | BaK4                 | MBC569561            | BaC4                 | S-BAL14              |
| Crown denso        | 1.6204 | 60.32 | 620603            | SK16                 | DBC620603            | BaCD16               | S-BSM16              |
| Flint de lantano   | 1.7439 | 44.85 | 744448            | LaF2                 | LAF744447            | LaF2                 | S-LAM2               |
| Flint denso        | 1.7847 | 25.76 | 785258            | SF11                 | DEDF785258           | FD11                 | S-TIH11              |